# ری-بن خلبانی

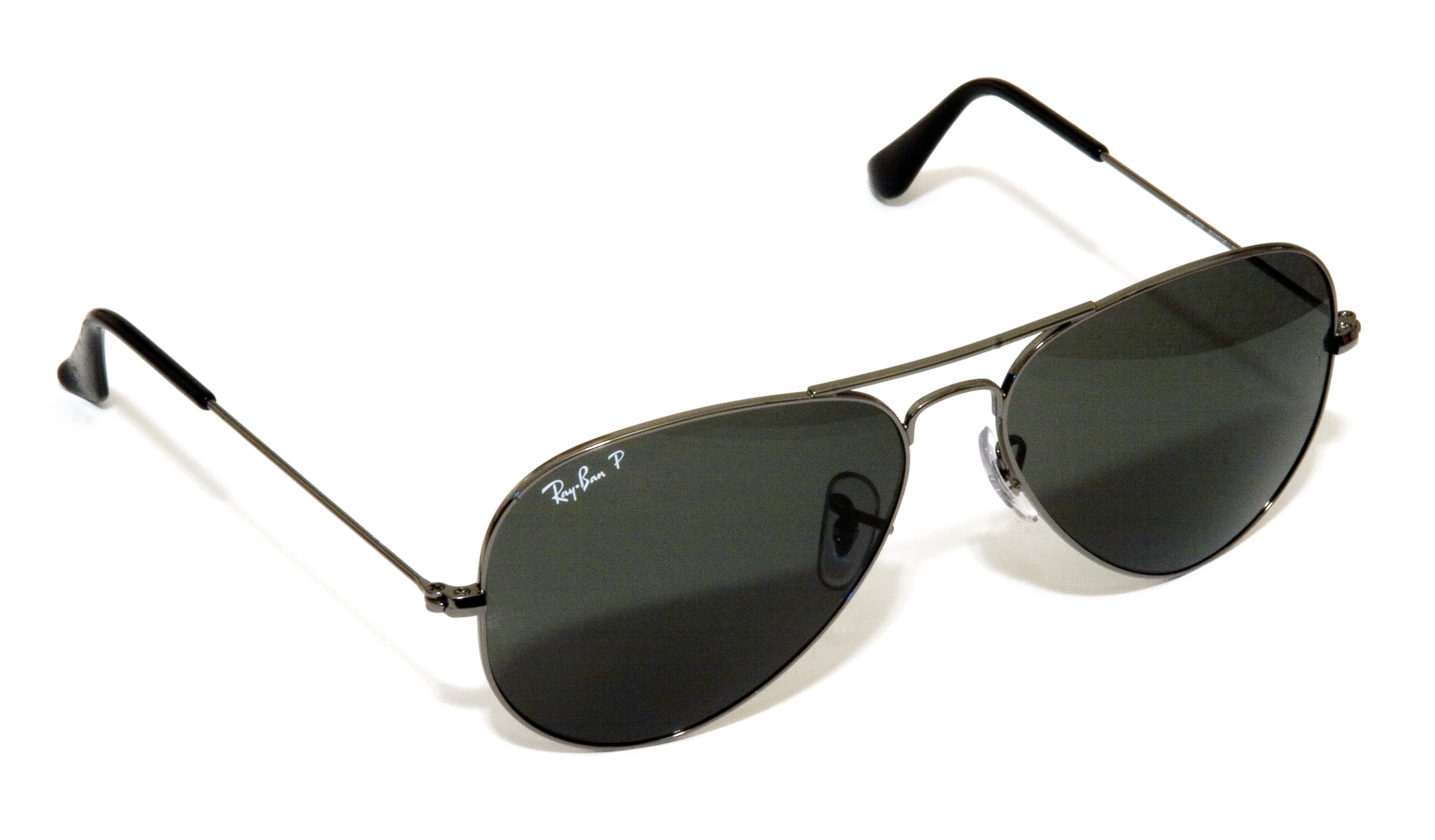
ری‌بن ۳۰۲۵ سایز بزرگ

عینک ری-بن هوانوردی (به انگلیسی: Ray-Ban Aviator) که به ری-بن خلبانی شهرت دارد، یک سبک عینک آفتابی است که با برند ری-بن توسط بوش ان لامب آمریکا طراحی گردید و توسعه داده شد. در هفتم می ۱۹۳۷ بوش اند لامب حق انحصاری مدل مشهور خود به نام ری‌بن خلبانی را ثبت کرد. لنزهای سبز رنگ این عینک مانع نفوذ اشعه‌های فرابنفش و فروسرخ به داخل چشم می‌شد. قاب فلزی و روکش طلای آن نیز بسیار سبک بود.